# 宮田宗吉
宮田 宗吉（みやた そうきち、1971年10月9日 - ）は、日本の映画監督。愛知県生まれ。数々の映画で助監督等を務め、『バカバカンス』（2008年7月5日公開）で本格的に映画監督デビュー。

## 来歴・人物
KYOTO映画塾卒業。
1997年よりフリー映画助監督として活動。
演技に対してこだわりを持ち、演技を見てくり返し演出。本番も何度もテイクを重ねる。

## 監督作品

### 映画
- あまっちょろいラブソング（2010年9月公開）監督、脚本
- 真空時間　（2007年11月公開、ショートムービー）監督
- バカバカンス（2008年7月5日公開）監督、脚本

### DVD
- 真空時間　（2008年2月発売、ショートムービー）監督

## その他の参加作品

### 映画
- ジューンブライド 6月19日の花嫁（1998年、大森一樹監督）監督助手
- 顔（200年、阪本順治監督）サード助監督
- 火星のカノン（2002年、風間志織監督）監督助手
- 星に願いを。（2003年、冨樫森監督）監督助手
- せかいのおわり（2004年、風間志織監督）助監督
- 俺は鰯（冨樫森監督）
- 鉄人28号（2005年、冨樫森監督）
- 三年身籠る（2006年、唯野未歩子監督）助監督
- ホワイトルーム（斎藤久志監督）
- あの空をおぼえてる（2008年、冨樫森監督）
- 花影（2008年、河合勇人監督）その他